# Фурникоши (Арђеш)
Фурникоши (рум. Furnicoși) насеље је у Румунији у округу Арђеш у општини Михаешти. Oпштина се налази на надморској висини од 462 m.

## Становништво
Према подацима из 2002. године у насељу је живело 836 становника.

### Попис2002.
| Расподела становништва по националности 2002.‍ | Расподела становништва по националности 2002.‍ | Расподела становништва по националности 2002.‍ | Расподела становништва по националности 2002.‍ | Расподела становништва по националности 2002.‍ |
| --------------------------------------------- | --------------------------------------------- | --------------------------------------------- | --------------------------------------------- | --------------------------------------------- |
|                                               |                                               |                                               |                                               |                                               |
| Румуни                                        | Румуни                                        |                                               | 698                                           | 83,5%                                         |
| Роми                                          | Роми                                          |                                               | 138                                           | 16,5%                                         |